# テッド・ケーラー
テッド・L・ケーラー（Ted L Koehler, 1894年7月14日 - 1973年1月17日）は、アメリカの作詞家。

## 人物
ワシントンD.C.で1894年に誕生した。
劇場のピアニストとして無声映画の伴奏をした。ブロードウェイ劇場、ナイトクラブのショーを書いた。
作曲家ハロルド・アーレンとの共作で成功を収めたことでも知られており、1929年にこの2人は代表作となる「ストーミー・ウェザー」などのヒット曲を書いた。
1930年代半ばにコットン・クラブでデューク・エリントンと共作し、ブロードウェイのミュージカルやハリウッド映画にも書いた。他の作曲家ルーブ・ブルーム、ハリー・ウォーレンとサミー・フェインとも共作した。
「ソングライターの殿堂」に1972年に入った。
1973年にサンタモニカで亡くなった。78歳だった。

## 主な作品
- ストーミー・ウェザー "Stormy Weather" – ハロルド・アーレン作曲,同名の映画の主題歌。
- "I Gotta Right to Sing the Blues" – ハロルド・アーレン作曲
- "Ill Wind" – ハロルド・アーレン作曲
- "Wrap Your Troubles in Dreams" – Harry Barris & Billy Moll作曲
- "Between the Devil and the Deep Blue Sea" – ハロルド・アーレン作曲
- "Don't Worry 'Bout Me" – ルーブ・ブルーム作曲
- "Get Happy" – ハロルド・アーレン作曲
- "I've Got the World on a String" –ハロルド・アーレン作曲
- レッツ・フォール・イン・ラヴ "Let's Fall in Love" –ハロルド・アーレン作曲
- "Moon Over Dixie" – Duke Ellington and His Famous Orchestra作曲
- "I Can't Face the Music" – Rube Bloom作曲
- "I'm Shooting High" – ジミー・マクヒュー作曲
- "I've Got My Fingers Crossed" – ジミー・マクヒュー作曲
- "Sing My Heart" – ハロルド・アーレン作曲
- "Spreadin' Rhythm Around" – ジミー・マクヒュー作曲
- "When the Sun Comes Out" – ハロルド・アーレン作曲
- "Animal Crackers in My Soup" – レイ・ヘンダーソン作曲
- "As Long as I Live" – ハロルド・アーレン作曲
- Earl Carroll's Vanities of 1932（1932年） - ハロルド・アーレンと共作したレビュー
- Say When（1934年） – ミュージカル作品、作詞
- Now I Know（1944年） - ミュージカル作品、作詞

## 参照
1. ↑  “Ted Koehler”. Biography.   Songwriters Hall of Fame. 2013年3月27日閲覧。